# Phyllophaga puberea
Phyllophaga puberea är en skalbaggsart som beskrevs av Mannerheim 1829. Phyllophaga puberea ingår i släktet Phyllophaga och familjen Melolonthidae. Inga underarter finns listade i Catalogue of Life.